# Wojciech Solarz (reżyser)
Wojciech Solarz (ur. 22 czerwca 1934 w Krakowie) – polski reżyser i scenarzysta.

## Życiorys
Po studiach dziennikarskich na Uniwersytecie Warszawskim (1955) ukończył w 1962 Państwową Wyższą Szkołę Teatralną i Filmową w Łodzi. Przez wiele lat współpracował z warszawskim Studenckim Teatrem Satyryków, dla którego pisał teksty, reżyserował i występował jako aktor. Jest członkiem Akademii Polskiego Filmu.

## Filmografia
- Zegarek (1958) reżyseria
- Wypadek z łezką (1958) reżyseria
- Solo na kontrabasie (1958) muzyka
- Świat na nas czeka (1959) scenariusz, reżyseria
- Piękna pogoda zaiste (Le Beau temps, 1959) reżyseria
- Śmierć i dziewczyna (1960) scenariusz, reżyseria
- Oko wykol (1960) jako Artysta rzucający nożami
- Aż spadnie deszcz (1960) scenariusz, reżyseria
- Wizyta (1962) scenariusz, reżyseria
- Naganiacz (1963) współpraca reżyserska
- Mam tu swój dom (1964) asystent reżysera
- Polana za Wierchem (1964) scenariusz, reżyseria
- Pingwin (1964) reżyser II
- Agnieszka 46 (1964) reżyser II
- Czas pokoju (Les Rideaux blancs, 1965) reżyser II
- Szyfry (1966) reżyser II
- Żywot Mateusza (1967) scenariusz
- Molo (1968) scenariusz, reżyseria
- Wszystko na sprzedaż (1968) jako Mężczyzna opowiadający na planie filmu historycznego pomysł scenariusza aktora
- Lalka (1968) jako Żydowski skrzypek (niewymieniony w czołówce)
- Wezwanie (1971) scenariusz, reżyseria
- Wielka miłość Balzaka (1973) reżyseria
- Trzecia granica (1975) reżyseria (odc. 1–2 i 6–8)
- Bezkresne łąki (1976) scenariusz, reżyseria
- Ojciec królowej (1979) reżyseria
- Przedwiośnie (1981) reżyseria, adaptacja
- Biuletyn specjalny, czyli Fik - Mik (Fik - Mik, 1981) jako Ochroniarz
- Widziadło (1983) obsada aktorska
- Kasztelanka (1983) jako Dziedzic
- Miłość z listy przebojów (1984) jako Członek teatrzyku
- Rajski ptak (1987) obsada aktorska
- Prywatne niebo (1988) redakcja
- Armelle (1990) scenariusz
- Świetlisty dom (1992) scenariusz
- Plecak pełen przygód (1993) producent
- Zespół adwokacki (1993–1994) opieka literacka (odc. 1-6)
- Legenda Tatr (1994) scenariusz, reżyseria
- Niech no tylko zakwitną jabłonie (1999) muzyka piosenek
- Plebania (2000–2011) reżyseria (odc. 1-4, 9-12, 17-20, 29-32, 37-42, 47-50, 55-58, 67-70, 79-82, 91-98, 111-116, 129-134, 141-146, 159-165, 184-189, 196-200, 213-219, 231-236, 250-255, 274-279, 281, 283-284, 292-297, 316-321, 340-345, 364-369, 388-393, 419-424, 443-454, 510-515, 532-540, 553-558, 585-590, 615-618, 647-650, 671-674, 698-701, 710-716, 721-724, 745-748, 770-773, 794-797, 822-825, 846-849, 866-869, 886-890, 929-933, 979- 980-983, 1004-1008, 1055-1058, 1100-1103, 1124-1128, 1159-1163, 1210-1214, 1255-1259, 1291-1295, 1341-1345, 1386-1390, 1418-1422, 1448-1457, 1478-1488, 1509-1522, 1574- 1578, 1649-1653, 1745-1749 i 1780-1789)
- Córa marnotrawna (2001) narrator, Obsada aktorska
- Plebania (2009) jako Pan Wojtek (odc. 1258)
- W rytmie serca (2017–2018) jako Mecenas Krzesimir Krzemek Wańko, adwokat (odc. 6, 8-9, 11-12, 29 i 34-35)

## Odznaczenia
- Medal ZAiKS-u (2009)[1]

## Nagrody
- Złote Lwy
  - 1980: nominacja w kategorii Filmy konkursowe za film Ojciec królowej (1979)
  - 1994: nominacja w kategorii Filmy konkursowe za film Legenda Tatr (1994)
- 2024: Nagroda Stowarzyszenia Filmowców Polskich za wybitne osiągnięcia artystyczne